# (32923) 1995 GF3
1995 GF3 (asteroide 32923) é um asteroide da cintura principal. Possui uma excentricidade de 0.14631100 e uma inclinação de 10.92773º.
Este asteroide foi descoberto no dia 2 de abril de 1995 por Spacewatch em Kitt Peak.